# سلول شوان
سلول های شوان (به انگلیسی: Schwann Cells)، از سلول‌های دستگاه عصبی هستند که رشته‌های عصبی دستگاه عصبی محیطی را می‌پوشانند. در حقیقت میلین رشته‌های عصبی محیطی توسط این سلول‌ها ساخته می‌شود. در رشته‌های عصبی میلین‌دار، هر سلول شوان دور یک آکسون را پوشش داده و غلاف میلین را درست می‌کند.

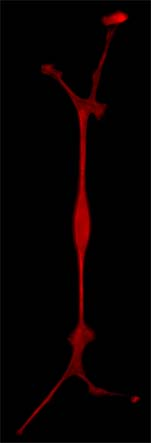
سلولٔ شوان در محیط کشت

میلین‌در دستگاه عصبی مرکزی توسط الیگودندروسیت‌ها ساخته می‌شوند. سلول‌های شوان و اولیگودندروسیت‌ها دو تفاوت مهم با هم دارند:
- یک سلولٔ شوان تنها یک بخش از میلین یک رشتهٔ عصبی را درست می‌کند، در حالی که یک اولیگودندروسیت، ممکن است ۴۰، ۵۰ بخش را میلین‌دار کند.
- رشته‌های میلین دار هم، در سیستم عصبی محیطی به وسیله سلول‌های شوان پوشیده شده‌اند؛ ولی در سیستم عصبی مرکزی (مغز و نخاع) رشته‌های میلین دار توسط اولیگودندروسیت احاطه می‌شود.

این سلول به دست آقای نئودر سوان در شال۱۹۳۸ کشف شد

## فعالیت ایمنی
طبقات مختلف از سلول‌های شوان بیان نشانگر مشخصه پادگن است که می‌تواند با پادتن هدف قرار گیرد. سلول‌های شوان میلین‌دار را می‌توان با روش ایمونوهیستوشیمی با استفاده از پادتنی علیه پروتئین S - ۱۰۰، پروتئین اسیدی رشته‌ای گلیال (GFAP)، پروتئین میلین صفر (فسفر صفر) و پروتئین میلین پایه (MBP) ترسیم کرد. سلول‌های شوان فاقد میلین مانند آنهایی که به صورت بسته علامتی و سلول‌های شوان پایانه‌ای هستند، برای S - ۱۰۰ و GFAP مثبت می‌باشند.

## غلاف شوان
نرولما یا غلاف شوان، یک لایه نازک از سلول‌های پهن است (سلول‌های شوان نه غشای سلول شوان) که به صورت تنگاتنگ اعصاب محیطی را در بر می‌گیرند. (هم میلین دار و هم بدون میلین). نرولما برای تولید مجدد رشته‌های عصبی ضروری است. نرولما در مغز و نخاع وجود ندارد، بنابراین هنگامی که رشته‌های عصبی موجود در CNS آسیب ببینند نمی‌توانند دوباره ساخته شوند و برای همیشه بدون کار باقی می‌مانند.